# الحنايات
الحنايات هي وظيفة قديمة جداً، ويكثر انتشارها في الوطن العربي والخليج وذلك لأن الحناء تعتبر من أهم مظاهر الزفاف في الوطن العربي والخليج خاصة، والحناية هي عبارة عن امرأة تقوم بوضع الحناء على شعر العروس ورسم نقوش مختلفة منها على جسم العروس مثل اليدين والقدمين
وتظهر براعة الحنايات في المهارة في الرسم ومدة بقاء الحنة.
ومن أشهر الدول في رسم الحناء:
المملكة العربية السعودية - الإمارات العربية المتحدة- المغرب - السودان - الهند .

## وصلات خارجية
- أشهر حنايات الإمارات

1. ↑  "الحنايات البحرينيات: بدأنا كهواية ثم أصبحت مصدر دخل". Watan. 6 نوفمبر 2017. مؤرشف من الأصل في 2024-01-20. اطلع عليه بتاريخ 2024-01-19.
2. ↑  "تناتيش فنية... من برأيك أكثر الحنايات إبداعاً... البحرينية أم الهندية أم السودانية؟". صحيفة الوسط البحرينية. مؤرشف من الأصل في 2016-02-07. اطلع عليه بتاريخ 2024-01-19.